# Ophrys tenthredinifera
Ophrys tenthredinifera là một loài lan native to the Mediterranean.

## Hình ảnh

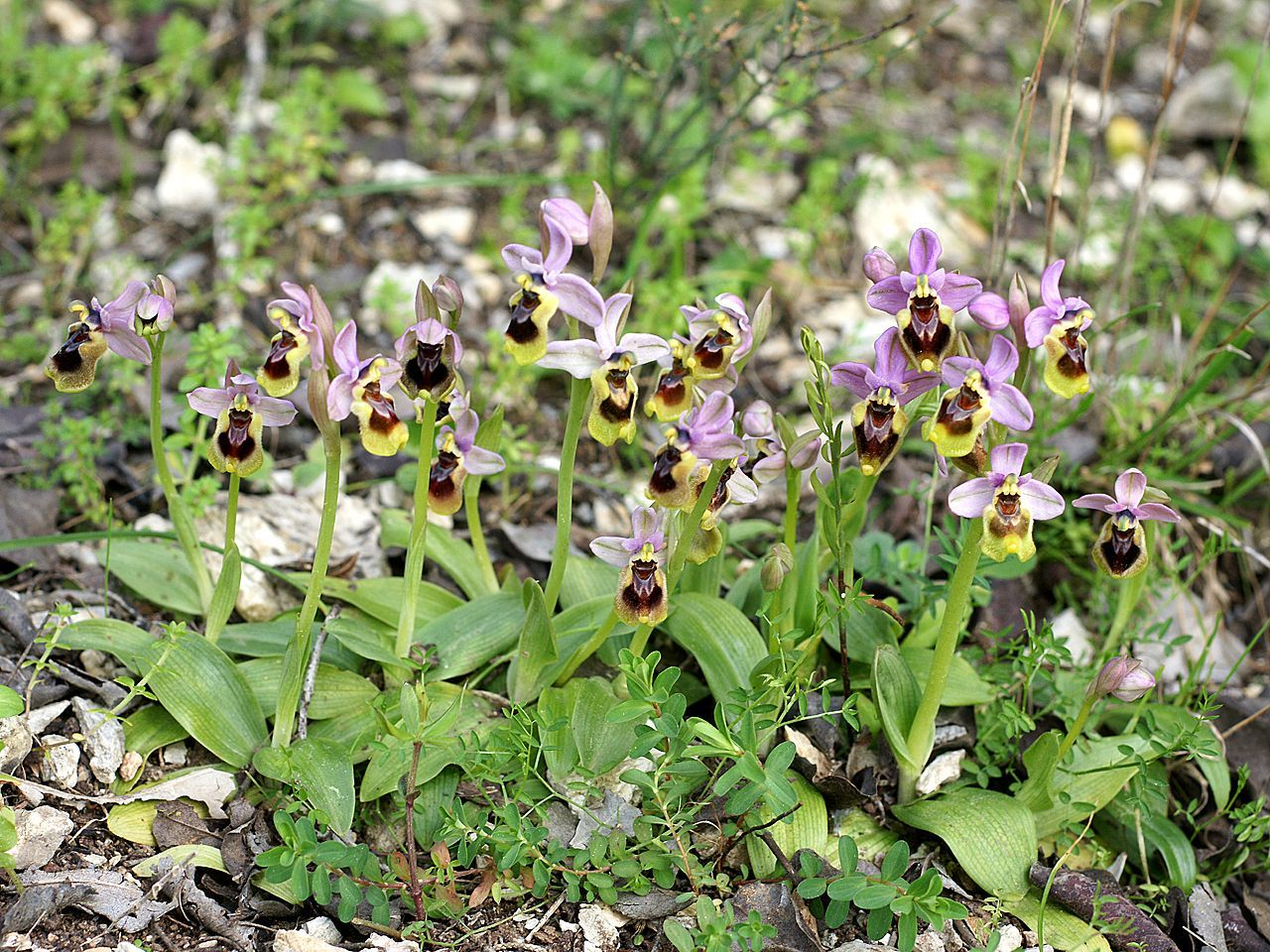
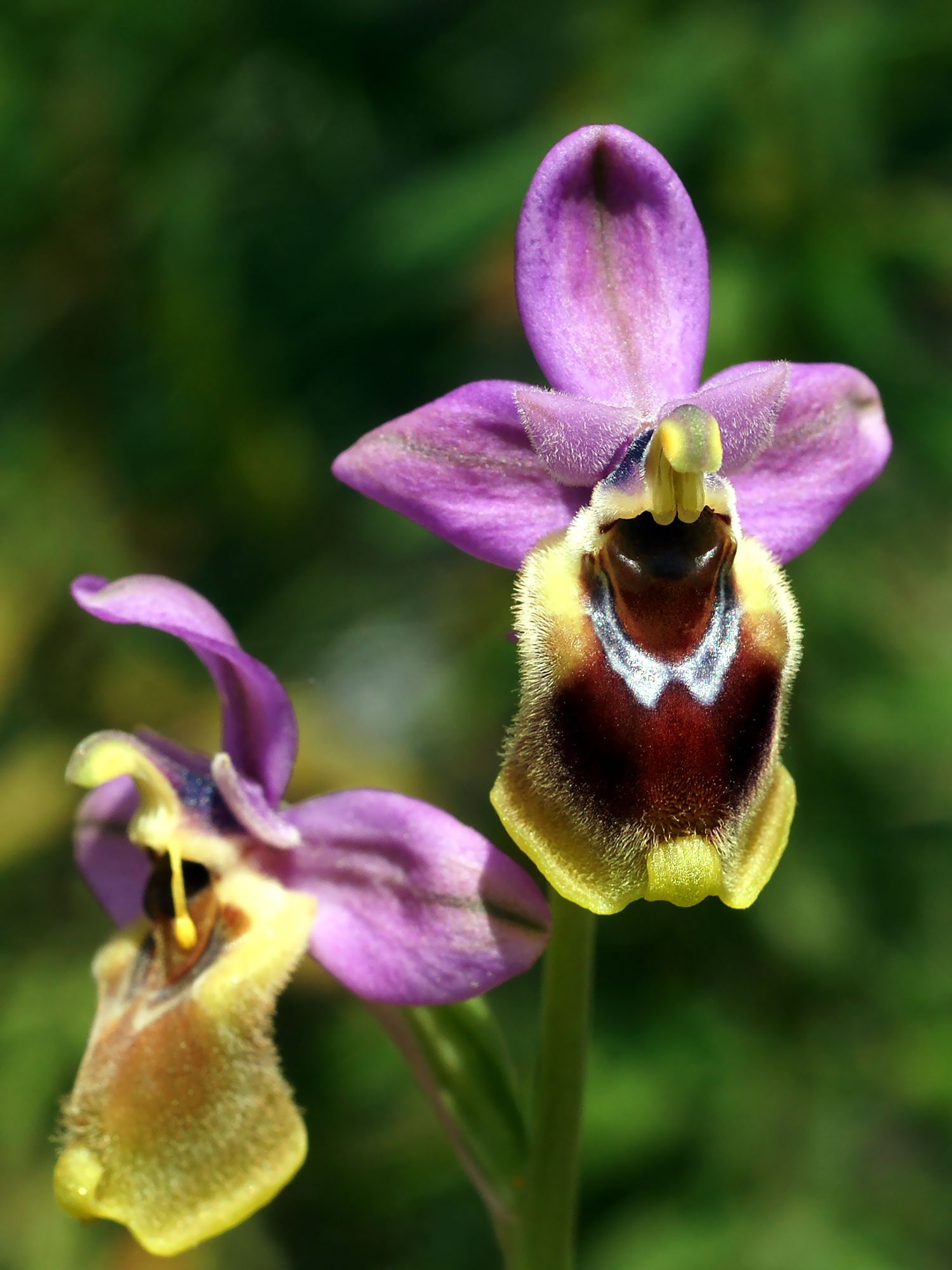
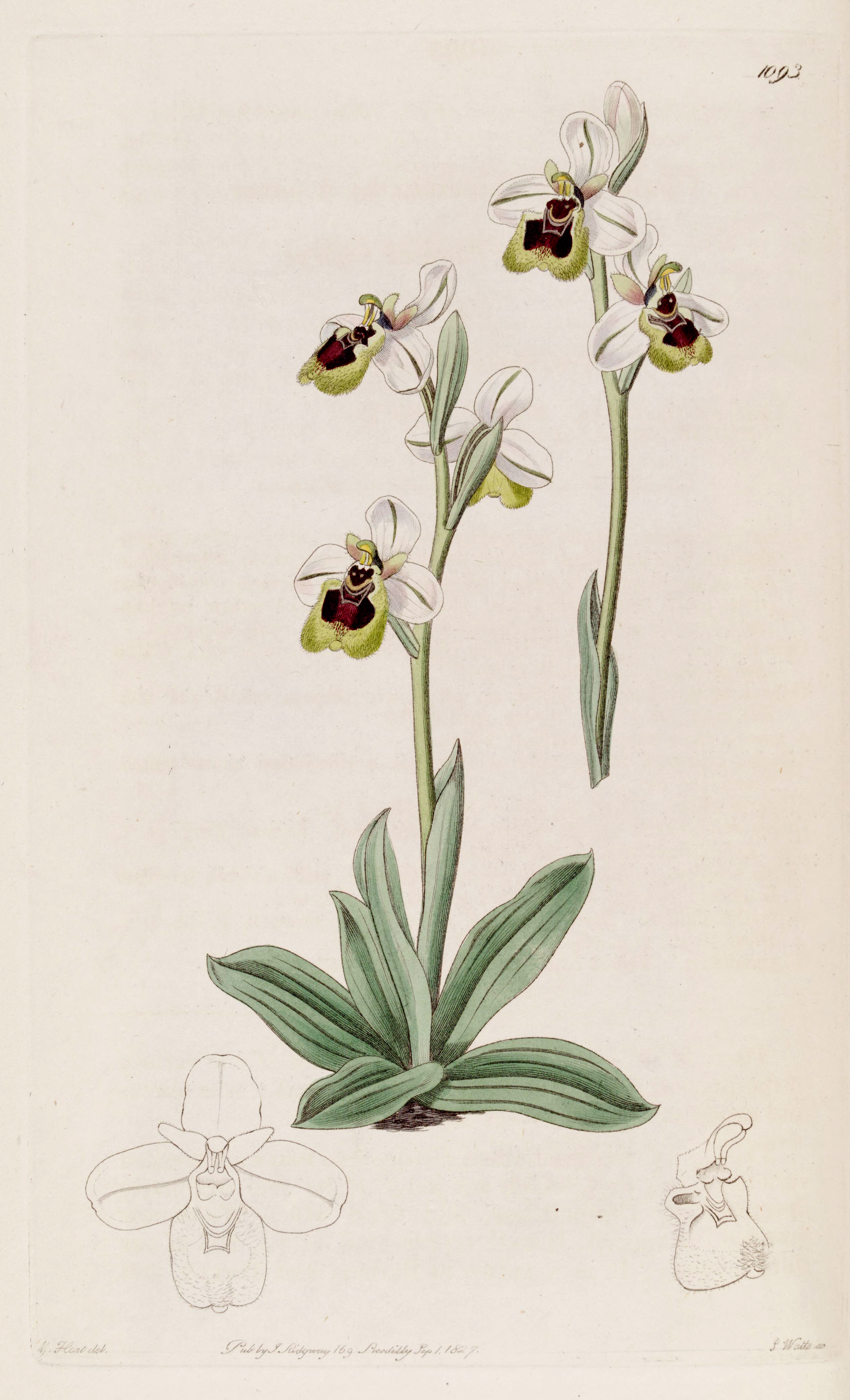
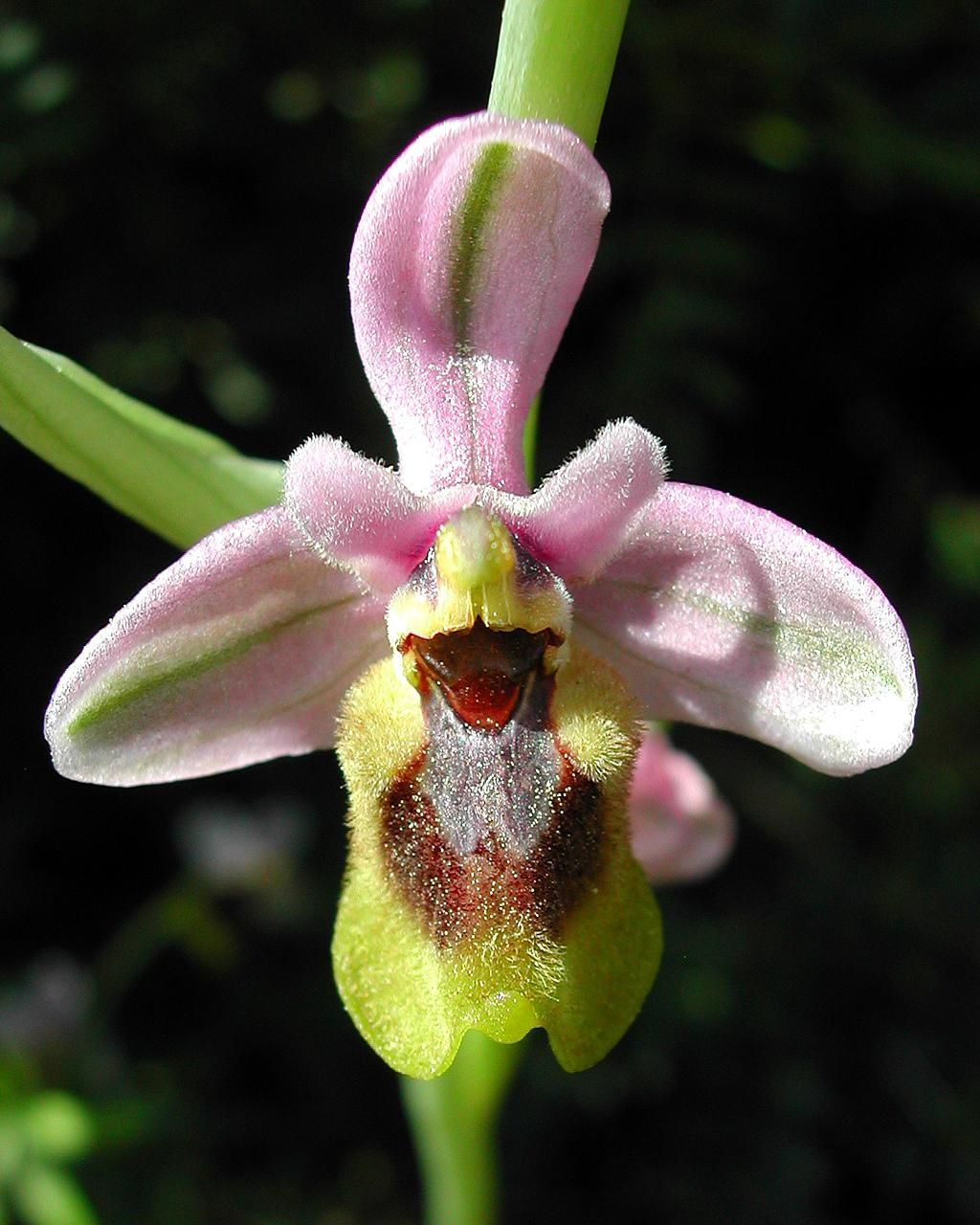